# 查察·西提潘
查察·西提潘（1966年5月24日—），是泰國政治人物、工程師以及教授，現任曼谷市長。曾在2012年至2014年擔任交通運輸部部長。